# Şahinali Terzi
Şahinali Terzi (* 3. Oktober 1990 in Ardeşen) ist ein türkischer Fußballspieler, der derzeit für Yeni Malatyaspor spielt.

## Karriere

### Vereinskarriere
Şahinali Terzi begann dem Vereinsfußball in der Jugend von Kalespor und spielte anschließend für die Jugendmannschaft Çaykur Rizespor. Im Sommer 2010 erhielt er hier einen Profivertrag und wurde in den Mannschaftskader eingegliedert. In seiner ersten Saison absolvierte er zwei Ligaspiele für die Profimannschaft. In seiner zweiten Saison eroberte er sich auf Anhieb einen Stammplatz und war mit seinen 26 Einsätzen der Spieler seiner Mannschaft mit den meisten Einsätzen. In der Saison 2012/13 wurde er mit dem Verein Vizemeister und stieg somit in die Süper Lig auf.
Für die Spielzeit wurde er an den Zweitligisten Kahramanmaraşspor ausgeliehen. Zur Winterpause kehrte er zu Rizrspor zurück und wurde anschließend an den Drittligisten Yeni Malatyaspor ausgeliehen.

## Erfolge
Mit Çaykur Rizespor
- Vizemeister der TFF 1. Lig und Aufstieg in die Süper Lig: 2012/13